# Arabella Mansfield
Arabella Mansfield, née Belle Aurelia Babb le 23 mai 1846 à Burlington dans l'Iowa et morte le 1er août 1911 à Aurora dans l'Illinois, est une enseignante américaine et la première femme à devenir avocate aux États-Unis en 1869. Sa carrière et son implication dans la lutte pour les droits des femmes — notamment l'octroi du droit de vote — font d'elle une importante figure du féminisme.

## Enfance
Belle Aurelia Babb naît à la ferme familiale à Sperry près de Burlington en Iowa, de Mary (née Moyer) (1820-1895) et Miles Babb (1815-1852). Elle a un frère aîné, Washington Irving Babb (1844-1925), prénommé en référence au célèbre écrivain new-yorkais Washington Irving. Tous deux resteront très proches leurs vies durant.
Attiré par la ruée vers l'or, Miles Babb part en Californie en 1850, abandonnant sa famille. En 1852, il devient contremaître au sein d'une compagnie minière (Bay State Mining Company). Il meurt la même année dans l'effondrement d'une galerie. Il est inhumé à Georgetown, dans le comté d'El Dorado en Californie.
Mary Babb déménage ensuite à Mount Pleasant pour offrir de meilleures perspectives d'avenir à ses enfants.

## Études brillantes et premier poste d'enseignante
Adolescente, Belle se fait appeler Aurelia et plus tard Arabella. En 1862, elle sort diplômée du lycée de Mount Pleasant et intègre l'université Wesleyenne de l'Iowa où elle rejoint son frère qui y étudie depuis 1860. En 1863 (en pleine guerre de Sécession), Washington quitte l'établissement pour s'engager dans le huitième régiment de cavalerie volontaire de l'Iowa.
Après la guerre, en 1866, le jeune homme réintègre l'université et retrouve sa sœur dans la même classe. Ils obtiennent leurs Bachelor of Arts : Arabella avec le titre de valedictorian (major de promotion) et Washington avec celui de salutatorian (second de la promotion). Elle obtient un poste au Simpson College d'Indianola en Iowa où elle enseigne les sciences politiques, l'anglais et l'histoire.

## La première femme avocate des États-Unis
Washington poursuit ses études dans le domaine du droit, réussit l'examen du barreau en 1867 et ouvre un cabinet d'avocat à Mount Pleasant. La même année, Arabella revient à Mount Pleasant pour y reprendre ses études et intègre le cabinet de son frère pour apprendre le droit.
En 1868, elle épouse John Melvin Mansfield, son amour de jeunesse, qui a également fait ses études à l'université Wesleyenne de l'Iowa et qui y est désormais professeur de sciences naturelles. Tous les deux souhaitent se présenter à l'examen du barreau. Malgré le fait que la loi de l'Iowa requiert que les candidats à l'examen soient des « hommes blancs », Arabella est autorisée à le passer. En effet, elle obtient par décision de justice que l'utilisation du terme « homme » est à prendre au sens large et doit inclure les femmes. John et Arabella passent l'examen en juin 1869. Arabella a 23 ans et réussit brillamment. Le 2 juin 1869, les examinateurs déclarent que la soutenance de la jeune femme apporte la meilleure réfutation possible à l'affirmation selon laquelle les femmes ne peuvent être qualifiées pour exercer le droit. 
Arabella Mansfield prête serment devant le juge Francis Springer au tribunal du comté de Henry, situé à l'époque dans l'Union Block à Mount Pleasant. Elle devient ainsi la première femme avocate des États-Unis. Cet évènement entraîne la modification de la législation de l'État de l'Iowa ouvrant la profession aux femmes en 1870. La jeune femme est saluée par les pionnières des droits des femmes, Elisabeth Cady Stanton et Susan B. Anthony avec laquelle elle collaborera pour la cause des femmes.

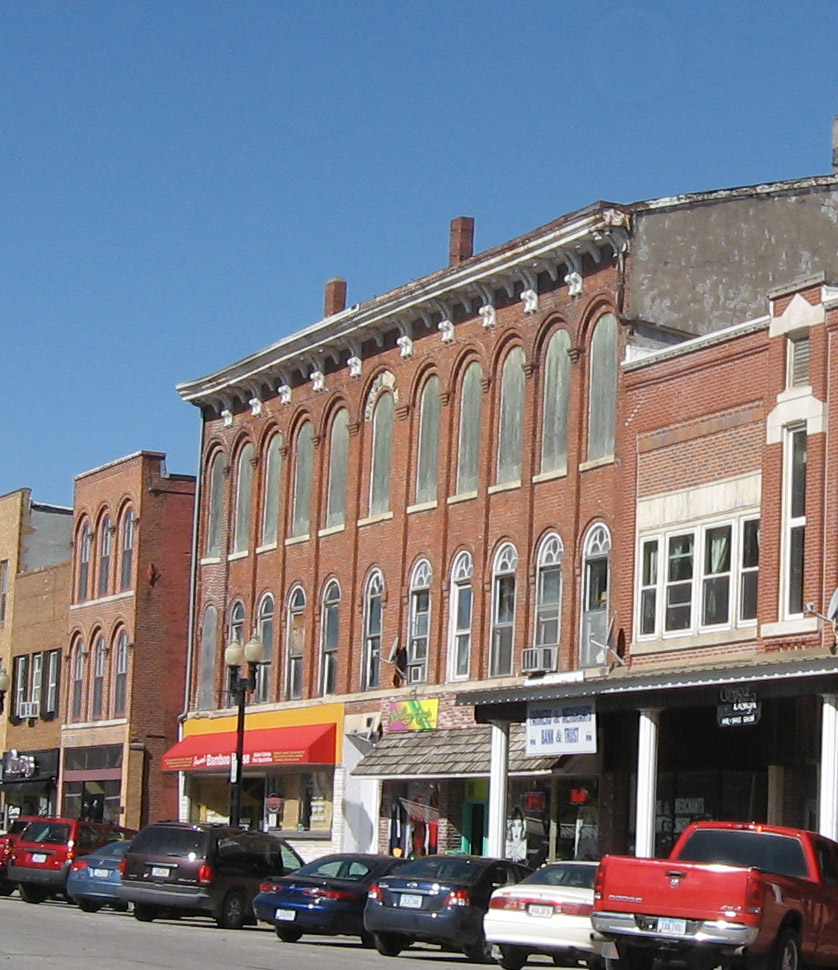
LUnion Block où Arabella Mansfield prêta serment en 1869.

## Une vie consacrée à l'enseignement et aux droits des femmes
Plutôt que d'exercer en tant qu'avocate, Arabella Mansfield choisit l'enseignement et la défense des droits des femmes. Elle obtient un Master of Arts à l'université Wesleyenne en 1870 et un Bachelor of Laws en 1872 tout en y enseignant la littérature anglaise. La jeune femme donne également des conférences publiques sur les droits des femmes et fait partie de la direction de l'Iowa Peace Society. En juin 1870, Arabella organise et est la secrétaire permanente de la première convention des droits des femmes en Iowa qui se déroule à Mount Pleasant. En août de la même année, elle est élue présidente d'une association luttant pour le droit de vote des femmes (Henry County Woman Suffrage Association) et son mari en est élu secrétaire. Durant ses activités de promotion des droits des femmes à Mount Pleasant, elle rencontre Alice Bird qui épousera bientôt son frère Washington. En 1872-73, Arabella voyage en Europe (notamment en Allemagne) avec John qui a besoin de rassembler des éléments pour un nouveau programme de science. En 1879, John Mansfield accepte un poste de professeur de sciences naturelles à l'université Asbury (désormais l'université DePauw) à Greencastle en Indiana. Arabella démissionne pour le suivre.
Lorsque John fait une dépression nerveuse en 1884, il se rend en Californie pour suivre un traitement. Arabella travaille pour subvenir aux besoins du foyer et payer les soins. Elle donne des conférences dans tout le pays, exerce en tant que principale au lycée de Mount Pleasant (1884-1885) puis enseigne les mathématiques à l'université Wesleyenne (1885-1886). À la mort de son mari, en 1886, avec lequel elle n'aura pas eu d'enfant, elle retourne à l'université DePaw où elle devient préceptrice du Ladies Hall (1886) puis chef du service des inscriptions (1886-93) et enfin doyenne de l'école d'Art et de Musique (1893-1911) tout en enseignant l'histoire, l'esthétique ou encore l'histoire de la musique. En 1893, elle rejoint la ligue nationale des femmes avocates, aidant à ouvrir la voie pour d'autres femmes. Elle séjourne au Japon en 1909.
À sa retraite, elle s'installe chez son frère à Aurora en Illinois. Elle meurt quelques mois plus tard, le 1er août 1911, d'une affection cardiaque et est inhumée au cimetière de Forest Home à Mount Pleasant où avait été enterrée sa mère en 1895. Elle meurt avant de voir l'ultime accomplissement du mouvement réclamant le droit de vote pour les femmes : le XIXe amendement de la Constitution des États-Unis entre en vigueur le 18 août 1920.

## Postérité
Arabella Mansfield est unanimement reconnue comme une femme exceptionnelle ayant contribué de manière exemplaire à la progression des droits des femmes. En 1980, elle est inscrite sur le Hall of fame des femmes de l'Iowa.
En 2002, l'organisation des avocates de l'Iowa crée le prix « Arabella Mansfield » pour honorer les femmes avocates de l'État.
Une statue d'Arabella créée par Benjamin Victor est érigée au college Wesleyen d'Iowa.

## Sources
- (en) Cet article est partiellement ou en totalité issu de l’article de Wikipédia en anglais intitulé « Arabella Mansfield » (voir la liste des auteurs).